# Разин, Сергей Владимирович
Серге́й Влади́мирович Ра́зин (род. 16 февраля 1954 года, Москва) — советский и российский биолог, специалист в области исследований роли ядерных скелетных структур в пространственной организации генетического аппарата эукариотической клетки. Член-корреспондент РАН по Отделению физико-химической биологии с 30 мая 1997 года. С 2012 года заведует кафедрой молекулярной биологии биологического факультета МГУ. Председатель экспертного совета ВАК РФ по биологическим наукам (с 2013).

## Биография
- 1971—1976 — студент МГУ (биологический факультет, кафедра молекулярной биологии)
- 1977—1989 — стажер-исследователь, младший научный сотрудник, старший научный сотрудник, ведущий научный сотрудник Лаборатории биосинтеза нуклеиновых кислот Института молекулярной биологии АН СССР
- 1979 — защитил диссертацию на соискание ученой степени кандидата биологических наук «Выделение и сравнительная характеристика фракций ДНК, тесно ассоциированной с матриксом интерфазного ядра и остовом метафазной хромосомы»
- 1988 — защитил диссертацию на соискание ученой степени доктора биологических наук «Организация участков прикрепления ДНК к ядерному матриксу»
- 1990 — зав. лабораторией Института биологии гена РАН
- 1997 — избран членом-корреспондентом РАН по специальности «физико-химическая биология»[2]

Опубликовал более 200 научных статей, индекс цитирования более 2500, индекс Хирша 27

## Награды
- Премия имени Н. К. Кольцова (1997)
- Премия им. Б. Паскаля (2000)